# Ammothella exornata
Ammothella exornata är en havsspindelart som beskrevs av Stock, J.H. 1975. Ammothella exornata ingår i släktet Ammothella och familjen Ammotheidae. Inga underarter finns listade i Catalogue of Life.